# Hyundai Xcent
Hyundai Xcent (рус. Хёндэ Эксент) — малолитражный автомобиль южнокорейского производителя Hyundai. Xcent — это седан, созданный на базе Hyundai Grand i10 и производимый компанией Hyundai Motor India Limited в Ченнаи. Xcent был запущен 12 марта 2014 года и был задуман как вписывающийся в популярный в Индии сегмент седанов длиной менее 4 метров, который появился после того, как правительство ввело более высокий налог на автомобили длиной более 4000 мм. Он также продается на рынках за пределами Индии как Hyundai Grand i10 Sedan. 
Как и Grand i10, Xcent доступен с двумя вариантами двигателей:
Трехцилиндровый дизель U2 CRDi объемом 1,1 л, мощностью 72 л.с. при 4000 об/мин и крутящим моментом 180,4 Нм в диапазоне 1750 и 2500 об/мин, пробег 24,4 км/л. Hyundai утверждает, что усовершенствовал турбокомпрессор для достижения более высоких характеристик: максимальный крутящий момент составил 13%, а также была улучшена экономия топлива. 1,2-литровый четырехцилиндровый бензиновый двигатель мощностью 83 л.с. при 6000 об/мин, крутящий момент 111,8 Нм и заявленный расход топлива 19,1 км/л. Xcent доступен в трех комплектациях: Base, S и SX. В отличие от Grand i10, модель SX оснащена складывающимися зеркалами с электроприводом. Xcent был запущен 12 марта 2014 года и заменил Accent второго поколения в Индии и конкурирует с Honda Amaze и Maruti Suzuki Dzire. 

## Маркетинг
В сентябре 2014 года индийский актер Шахрукх Кхан подписал контракт с Hyundai Motors India на роль представителя модели Hyundai Xcent. 

## Прекращение производства

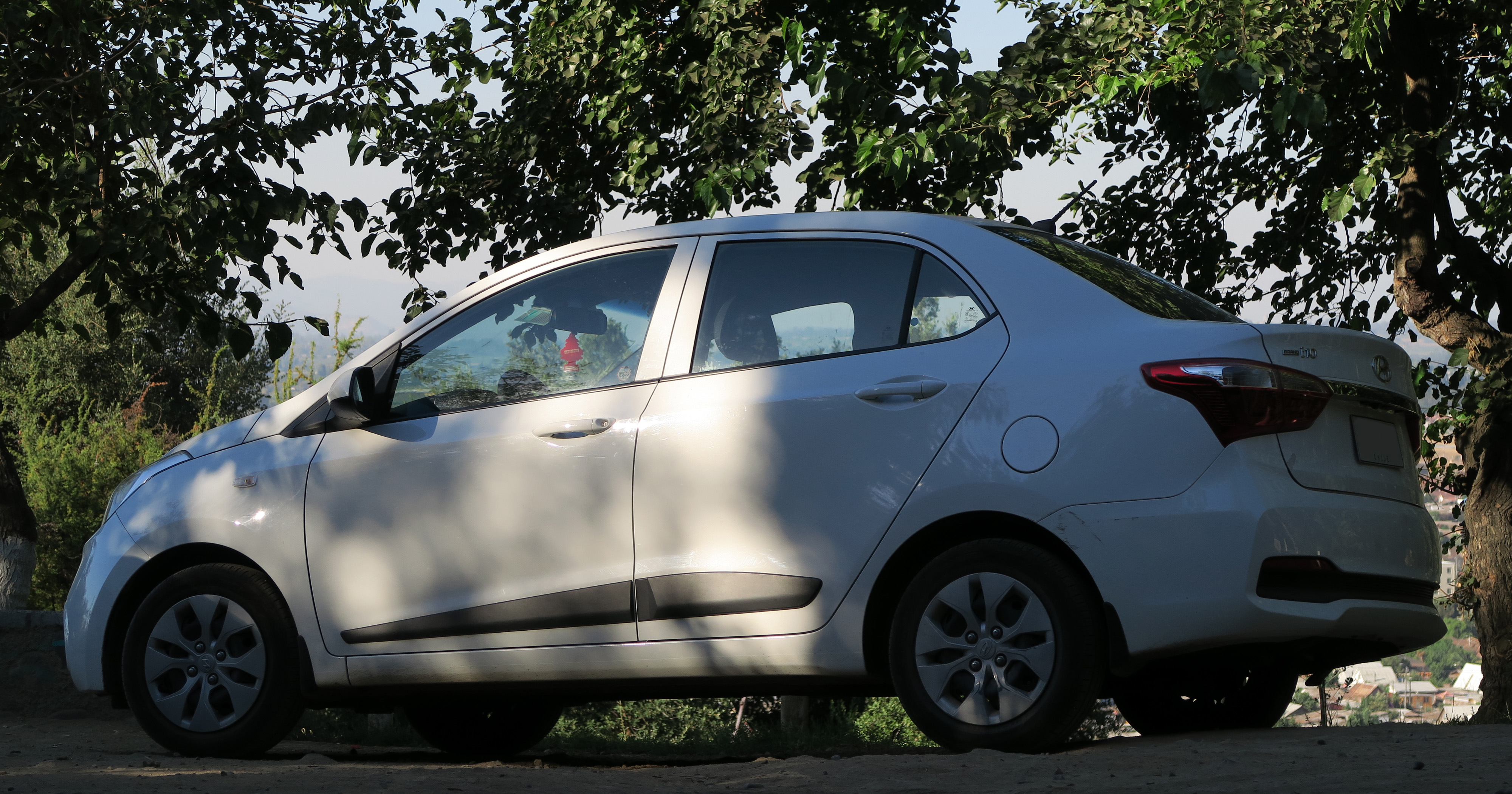
Hyundai Xcent сзади

В июне 2019 года Hyundai Motor India подтвердила, что производство Xcent будет прекращено к 2020 году в Индии, поскольку заводская табличка Xcent использовалась для такси. Xcent был заменен на Hyundai Aura в 2020 году. Xcent продавался вместе с Aura в рамках продаж автопарка до 2023 года.